# 究極のベスト!1986オメガトライブ/カルロス・トシキ&オメガトライブ
『究極のベスト!1986オメガトライブ/カルロス・トシキ&オメガトライブ』（きゅうきょくのベスト! - ）は、日本のAORバンドである1986オメガトライブ、およびカルロス・トシキ&オメガトライブの、解散後に発売したベスト・アルバム。規格品番：WPCL-70519。

## 解説
VAPから発売されたボックス・セット『1986 OMEGA TRIBE CARLOS TOSHIKI&OMEGA TRIBE COMPLETE BOX "Our Graduation"』から4ヶ月後にワーナーミュージック・ジャパンから発売された1枚組のベスト・アルバム。
本作の続編として3年後の2008年に『1986オメガトライブ/カルロス・トシキ&オメガトライブ スーパーベスト・コレクション』、2009年に『プレミアム・ベスト 1986オメガトライブ/カルロス・トシキ&オメガトライブ』が発売された。

## ディスクジャケット
ジャケットは、カルロス、高島信二、西原俊次、ジョイ・マッコイがソファで寛いでいる写真を使用している。

## 収録曲
各曲の詳細はリンクを参照のこと。
1. 君は1000%[3]
  - シングルバージョンで収録。
2. Super Chance
  - ライブ・アルバム『The Graduate Live』の音源で収録。
3. アクアマリンのままでいて
4. REIKO
5. Be Yourself
6. どうして好きといってくれないの
7. 花の降る午後
8. Bad Girl
9. 時はかげろう